# Nous les garçons et les filles
Nous les garçons et les filles est une publication mensuelle éditée de 1963 à 1969 par le Parti communiste français à l'intention des jeunes. Elle marque une sorte de « parenthèse yéyé » dans l'histoire du Mouvement de la jeunesse communiste de France.

## Genèse du conceptNGF
Dans les années 1960-1962, l'irruption en France de la vague dite yéyé pose un défi au PCF, qui voit s'effilocher les restes du magistère intellectuel dont il avait disposé avant 1956. Avec le rock puis le twist s'impose une culture juvénile porteuse de valeurs aux antipodes du communisme : individualisme consommateur, hédonisme permissif, idéologie « copains » niant les rapports de classes au profit d'un unanimisme générationnel.
Ce mouvement repose sur des références américaines, en un moment où la Guerre froide est à son plus haut (crise de Cuba et début de l'engagement américain au Viêt Nam). Cette culture yéyé est alors véhiculée avant tout par le mensuel Salut les copains (SLC) et l'émission éponyme d'Europe 1, qui sont particulièrement appréciés des adolescents, spécialement dans les couches populaires.
Faute de pouvoir contrer le mouvement, le PCF, sur une idée de Roland Leroy, choisit de l'accompagner. La décision est arrêtée en décembre 1962 par le bureau politique du parti de publier une revue mensuelle calquée sur la formule de SLC, mais censée diffuser les mots d'ordre communistes auprès des jeunes polarisés par la culture yéyé (le mensuel catholique Rallye jeunesse effectue un virage similaire au même moment).
Le titre retenu est Nous les garçons et les filles (abrégé en NGF) qui récupère, à l'initiale près, le titre de la chanson qui vient de lancer Françoise Hardy — de la même façon que Daniel Filipacchi avait recyclé le titre d'une chanson de Gilbert Bécaud avec Salut les copains et fera encore de même en 1964 avec Âge tendre et tête de bois.
NGF procède formellement de la fusion des quatre périodiques de la Jeunesse communiste : l'hebdomadaire militant Avant-garde créé en 1920, le bimestriel parisien Avenir, et les mensuels Avant-garde rurale et Filles de France. Dans son titre même, NGF rompt avec la règle de séparation des sexes qu'appliquait auparavant le PCF.

## Entre Marx et Pepsi-Cola
Le n°1 du nouveau mensuel paraît pour le 1er mai 1963. Le directeur de la publication est un homme d'appareil, Paul Mercieca. Le premier directeur de la rédaction est Robert Lechêne, par ailleurs un des principaux rédacteurs de L'Humanité-Dimanche. Dans l'équipe initiale on relève le nom de Claude Angeli, qui sera dès l'année suivante exclu du PCF (il sera plus tard rédacteur en chef du Canard enchaîné).
Jean-Paul Belmondo fait la couverture du n°1. Il y sera suivi par Sheila, Johnny Hallyday, Claude François (qui, ainsi que Jacques Brel et Les Chaussettes noires, se produit au même moment, en septembre 1963 à la Fête de l'Humanité, comme pour confirmer le nouvel ancrage du PCF vers la jeunesse), Richard Anthony, Alain Delon, Steve McQueen, Brigitte Bardot, Sylvie Vartan etc. NGF est alors la quasi-copie conforme de SLC. Le format, la maquette et la typographie innovatrice sont très comparables. Le magazine comporte des pages mode, des conseils beauté, des posters détachables représentant de jeunes « idoles » de la chanson et des articles à elles consacrés offrant un parfait mimétisme avec SLC.
Les seules différences sont davantage d'attention accordée aux problèmes sociaux, un ton laudateur quand il est question des pays communistes et plus critique quant aux États-Unis, et une plus grande place donnée à l'astronautique et aux champions sportifs, deux domaines aptes à fournir des « héros positifs », et où le bloc soviétique fait bonne figure.
NGF s'astreint à une qualité rédactionnelle plus adulte, se distancie de la tonalité paternaliste de SLC, informe davantage sur la chanson traditionnelle à texte (Jacques Brel, Georges Brassens, Georges Chelon), un secteur où le PCF conserve des partisans (Jean Ferrat) ou des compagnons de route (Leny Escudero). Le magazine affiche aussi son indépendance vis-à-vis du capitalisme discographique (alors que SLC, à travers la programmation de l'émission éponyme à Europe 1, y est forcément soumis), et se permet par exemple, dans son n° 30 de novembre 1965, de titrer un article de cette question provocatrice : « Johnny est-il démodé ? ».

### Controverses
Commercialement, NGF est un succès, du moins les premiers mois. Des foules d'adolescents l'achètent en kiosque comme ils auraient choisi SLC. Le magazine atteint une diffusion estimée à quelque 100 000 exemplaires, qui va au-delà de l'audience des jeunesses communistes. Seulement, la diffusion est forte en kiosque, tandis que la "diff'" militante s'effondre. Beaucoup de jeunes militants renâclent devant un succédané de SLC qu'ils jugent trop faiblement politisé, dans lequel ils ne se reconnaissent pas.
NGF offre à ces protestataires un exutoire contrôlé à travers son courrier des lecteurs, mais les éléments les plus doctrinaires, qui généralement sont aussi les plus actifs, entrent en dissidence. D'où nombre de démissions et exclusions. Ces déçus ne vont pas tarder à gonfler les rangs des groupuscules trotskistes, et plus tard maoïstes, qui sont en voie d'apparition dans les années 1965-1966 et qui donneront le ton en mai 68. Parmi eux, Daniel Bensaïd qui, quarante ans plus tard, fulminait encore contre « l'apolitisme neuneu et faussement branché » de NGF.

### Évolution
Au départ, le magazine est au diapason de la nouvelle "culture jeune", tout en cherchant à sensibiliser les lecteurs à des questions politiques (chômage, absence d'infrastructures publiques de loisirs, exploitation des vedettes…). Le journal se saisit d'événements emblématiques de la culture yéyé, par exemple après la « folle nuit de la Nation » du 22 juin 1963 : NGF ne rate pas l'occasion de dénoncer l'« incompétence » des organisateurs (les concurrents de SLC) tout en les accusant d'avoir partie liée avec le pouvoir gaulliste pour discréditer les jeunes aux yeux du pays, et même de les exciter à la violence, et mise ainsi sur une "réception présumée politique" des événements. 
En 1964 et 1965 NGF diffuse deux albums de compilation d'airs de danse (Surprise-Party n° 1 et 2), publiés par la maison de disques d'obédience communiste Le Chant du Monde. NGF participe également, de concert avec L'Humanité-Dimanche, à l'organisation du concours « Les Relais de la chanson française »), dont les lauréats sont également enregistrés sur des 33 tours réalisés par Le Chant du Monde.  
Vers fin 1965 le ton change. Si les chanteurs, acteurs ou sportifs continuent à camper sur la couverture du mensuel, des slogans politiques y deviennent plus présents. La mise en ballottage du général de Gaulle à la présidentielle de décembre 1965 montre que son emprise sur le pays est moins solide qu'on croyait. Parallèlement montent en puissance les campagnes à propos de la guerre du Viêt Nam, attisées par la compétition de l'ultra-gauche, tandis qu'à la suite de Bob Dylan et Joan Baez la mode va devenir au protest song. Le grand écart entre marxisme et musique pop commence alors à se resserrer.
De 1966 à 1968, le contenu de NGF devient de plus en plus politique. Le mensuel fera même sa une sur « les crimes américains au Viêt Nam », et sort en novembre 1967 un « Spécial URSS » pour fêter les 50 ans de la révolution d'octobre. Cela ne semble pas avoir accru son audience mais plutôt exacerbé les contradictions qui le minaient.
NGF cesse sa parution avec son n° 69 de mai 1969.
L'organe militant Avant-garde est réactivé, la parenthèse yéyé se referme.